# Chacun chez soi (film)
 (mars 2021).
Si vous disposez d'ouvrages ou d'articles de référence ou si vous connaissez des sites web de qualité traitant du thème abordé ici, merci de compléter l'article en donnant les références utiles à sa vérifiabilité et en les liant à la section « Notes et références ».
Pour plus de détails, voir Fiche technique et Distribution.
Chacun chez soi est une comédie française sorti en 2021. Il s'agit du deuxième film réalisé par Michèle Laroque. Il cumule seulement 157 496 entrées.

## Synopsis
Le couple de Catherine (Michèle Laroque) et Yann (Stéphane de Groodt) bat de l'aile. Yann a vendu son entreprise, il se considère en retraite anticipée et s'est pris de passion pour la culture des bonsaïs. Catherine se sent mise en concurrence par le passe-temps de son époux. Ils ont deux filles : Anna (Alice de Lencquesaing) et Mathilde (Oriane Deschamps, fille de Michelle Laroque) qui n'ont pas d'enfant. Anna vit en couple avec Thomas et Mathilde avec Fabrice.
Anna et Thomas habitent dans un appartement prêté par un ami vivant à l'étranger. Anna est étudiante et va bientôt soutenir sa thèse. Thomas est employé dans une agence de voyage. À la suite d'une maladresse verbale vis-à-vis d'un couple de clients âgés (Philippe Beglia et Raphaëline Goupilleau), son employeur (Olivier Pajot) le licencie. Pendant qu'il joue au football avec des amis, Thomas reçoit un appel de son ami qui l'informe qu'il va rentrer très bientôt en France et veut donc récupérer son appartement. Thomas annonce la mauvaise nouvelle à Anna mais passe sous silence le fait qu'il n'a plus d'emploi. Il retrouve rapidement un emploi de livreur à triporteur de cuisine chinoise. Il propose qu'ils aillent s'installer chez ses beaux-parents. Anna rejette ce projet, déclarant qu'elle préférerait vivre dans la rue plutôt que retourner chez ses parents. Faute d'autres solutions, le couple s'installe chez Catherine et Yann. Catherine vit mal la cohabitation avec sa fille et son gendre, car ils sont désordonnés et ont tendance à se laisser vivre. Sur les conseils de son amie Mylène (Laurence Bibot), Catherine décide de leur mener la vie dure, afin de les pousser vers la sortie. Anna et Thomas cherchent un nouvel appartement, mais Thomas décline toutes les offres de locations en raison de la faiblesse de ses revenus. La cohabitation doit se prolonger.

## Fiche technique
- Titre : Chacun chez soi
- Réalisation : Michèle Laroque
- Scénario : Michèle Laroque et Julien Colombani
- Production : Alain Terzian, Didier Lupfer et Dominique Farrugia
- Sociétés de production : Alter Films, France 2 Cinéma et StudioCanal
- Société de distribution : StudioCanal
- Musique : Maxime Desprez et Michaël Tordjman
- Photographie : Pierric Gantelmi d'Ille
- Montage : Jeanne Kef
- Pays d'origine :   France
- Genre : comédie
- Durée : 84 minutes
- Budget :6,7 M€
- Date de sortie : 
  - 15 janvier 2020 (au Festival international du film de comédie de l'Alpe d'Huez 2020)
  - 2 juin 2021 (en salles)

## Distribution
- Michèle Laroque : Catherine
- Stéphane de Groodt : Yann, époux de Catherine, passionné par la culture de ses bonsaïs
- Alice de Lencquesaing : Anna, fille de Catherine et Yann, thésarde
- Olivier Rosemberg : Thomas, compagnon d'Anna
- Lionel Abelanski : Blanchard, directeur de thèse d'Anna
- Oriane Deschamps : Mathilde, fille de Catherine et Yann, sœur d'Anna
- Laurence Bibot : Mylène, amie de Catherine, cheffe cuisinière, divorcée
- Hichem Yacoubi : Abdel, sans domicile fixe
- Olga Mouak : Fatou, amie d'Anna
- Galice Gracci : Vanessa
- Vinnie Dargaud : Jules
- Manuel Severi : Fabrice, compagnon de Mathilde
- Diva Sicard : Maya
- François Berléand : psychologue de Yann
- Jean-Pierre Malignon : Client magasin
- Philippe Beglia et Raphaëline Goupilleau : couple de clients âgés de l'agence de voyages
- Olivier Pajot : Patron agence de voyages, employeur de Yann
- Laurent Spielvogel : professeur de Pilates d'Anna
- Christophe Willem : un pâtissier

## Accueil

### Box-office
Le film sort le 2 juin 2021 dans 501 salles. Il réalise 18 040 entrées pour sa première journéeet se classe premier des sorties du jour mais avec une très faible moyenne par salle.
Pour sa première semaine, il cumule 89 041 spectateurs. Le deuxième week-end d'exploitation est marqué par une chute de 65%,le film n'étant plus diffusé que dans 354 salles. La deuxième semaine se clôture avec 40 025 entrées supplémentaires (129 066 spectateurs au total).  
Le film quitte les salles après seulement 4 semaines et 157 496 entrées, il rapporte 1.1 M€ pour un budget 6.7M€.